# José María Cano Navarro
José María Cano Navarro   (Mataró, 18 de febrer de 1969) és un polític català.
Va ser regidor per Ciutadans a Premià de Mar des del 2015 i membre del consell comarcal del Maresme des del mateix any.
A les eleccions al Parlament de Catalunya de 2017 fou elegit diputat per Ciutadans, sent la llista més votada.